# Victoriano Lorenzo

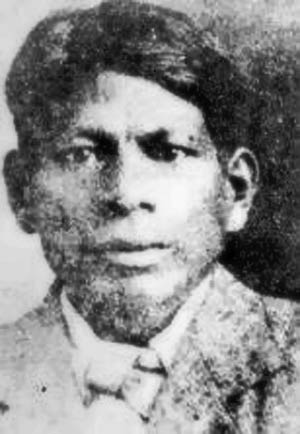
Victoriano Lorenzo (1867-1903)

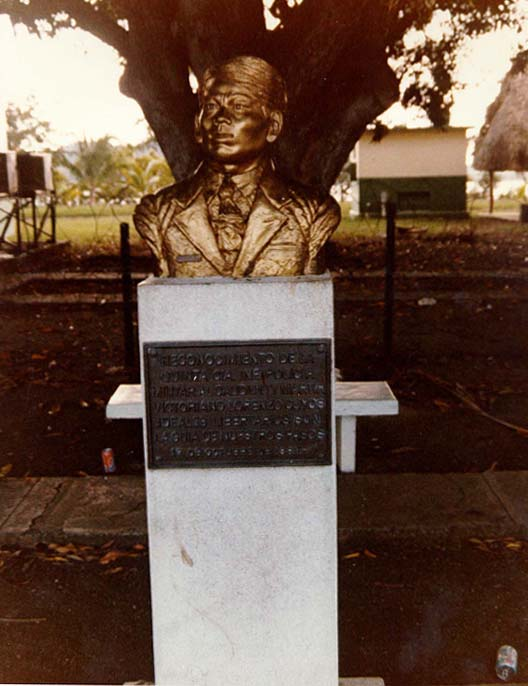
Monumento a Victoriano Lorenzo localizado em Amador, Cidade do Panamá

Victoriano Lorenzo (área rural de Penonomé, província de Coclé, Estado Soberano do Panamá, Estados Unidos da Colômbia, 1867 - Cidade do Panamá, Departamento do Panamá, Colômbia, 15 de maio de 1903) foi um líder indígena e general revolucionário colombiano. Sua participação na Guerra dos Mil Dias (1899-1902) teve uma forte influência no istmo do Panamá, lutando contra as injustiças cometidas pelas autoridades conservadoras locais e, portanto, sendo considerado como um líder e herói nacional no Panamá.